# Herbert Piske
Herbert Piske (22 de Novembro de 1921 - 4 de Junho de 2010) foi um piloto alemão da Luftwaffe durante a Segunda Guerra Mundial. Voou 783 missões de combate (125 missões de combate aéreo e 658 de ataque terrestre), nas quais abateu 3 aeronaves e 23 tanques inimigos. Foi feito prisioneiro de guerra pelos norte-americanos no dia 12 de Maio de 1945, contudo foi entregue aos soviéticos. Foi libertado em Julho de 1948. Voltou a juntar-se às forças armadas, tendo-se reformado da Bundeswehr no dia 31 de Março de 1982.